# جون بيتر أندرياس أنكر
جون بيتر أندرياس أنكر (بالدنماركية: Johan Anker)‏ هو عسكري دنماركي، ولد في 22 فبراير 1838، وتوفي في 27 يناير 1876.